# Câmpul Cerbului

## „Câmpul Cerbului” și Eminescu
Din aprilie până la sfârșitul lunii august 1878, Mihai Eminescu – Hyper-Eon-ul poeziei românești – a poposit pe meleagurile Olteniei, invitat de Nicolae Mandrea, la conacul său din Câmpul Cerbului, aflat la Florești, un sat situat la nordul Craiovei, lângă Filiași, spre a-și petrece în liniște zilele de «concediu medical», la recomandarea doctorului Kremnitz (medicul familiei domnești). Conacul era amplasat la confluența dealurilor (pe care se mai întinde și azi – ca și în vremea lui Eminescu – o parte din Pădurea Carpadia) cu Lunca Gilortului și a Jiului de Mijloc.
Nicolae Mandrea, român-moldovean, născut în Focșani, la 22 mai 1842 (după cum aflăm din Albumul Societății Junimea, în care figura al optulea, „după ctitori“: Titu Maiorescu, Theodor Rosetti, Vasile Pogor, Iacob Negruzzi, Petre P. Carp, Neculai Culianu, Gh. Racovitza, Neculai Mandrea etc.), a intrat în posesia moșiei și a conacului de la Florești în urma căsătoriei cu Zoe, fiica lui Barbu Bălcescu, nepoata celebrului revoluționar pașoptist Nicolae Bălcescu. Zoe Mandrea era îndrăgostită de arte, cu talent în muzică, poezie și pictură. În pronaosul bisericii din Florești, ea a executat un portret al tatălui-ctitor.
În corespondența sa din această perioadă, poetul invita prietenii să-i scrie la: «Adresa: M. Eminescu, com. Florești, plasa Jiul de Sus, județul Dolj – Stația Telegrafo-Poștală Filiași» (satul Florești aparține azi județului Gorj).
Într-o scrisoare către colegii din redacția Timpului, poetul aprecia ținutul ca fiind deosebit de pitoresc: «Locul în care sunt e cât se poate de frumos. Râuri, codru, șes, dealuri, munții în depărtare, frumos adecă în puterea cuvântului, încât să fiu Bodnărescu aș nenoroci poate Convorbirile cu amintiri de călătorie ale unui june. Dar numai grija asta n-o am, ci mă mărginesc a mulțumi zeilor îndeobște și d-lui Mandrea îndeosebi de îngăduirea unui colț de pădure care-mi dă toane bune și sănătate» (TS, IV, 152).
La Florești, Eminescu a câștigat repede aprecierea oamenilor, împrietenindu-se mai întâi cu preotul Dumitru Duțescu, a cărui fiică, Elena, în peregrinările prin Pădurea Carpadia și pe platoul Câmpul Cerbului, a devenit acea crăiasă cu părul moale și cu ochii vineți, din poemul Freamăt de codru: «Tresărind scânteie lacul / și se leagănă sub soare; / Eu, privindu-l din pădure, / Las aleanul să mă fure / și ascult de la răcoare / Pitpalacul. // Din izvoare și din gârle / Apa sună somnoroasă; / Unde soarele pătrunde / Printre ramuri a ei unde, / Ea în valuri sperioase / Se asvârle. // Cucul cântă, mierle, presuri – / Cine știe să le-asculte? / Ale păsărilor neamuri / Ciripesc pitite-n ramuri / și vorbesc cu-atât de multe / Înțelesuri. // Cucu-ntreabă: – Unde-i sora / Viselor noastre de vară? / Mlădioasă și iubită, / Cu privirea ostenită, / Ca o zână să răsară / Tuturora. // Teiul vechi un ram întins-a, / Ea să poată să-l îndoaie, / Ramul tânăr vânt să-și deie / și de brațe-n sus s-o ieie; / Iară florile să ploaie / Peste dânsa. // Se întreabă trist izvorul: / – Unde mi-i crăiasa oare? / Părul moale despletindu-și, / Fața-n apa mea privindu-și, / Să m-atingă visătoare / Cu piciorul? // Am răspuns: – Pădure dragă, / Ea nu vine, nu mai vine! / Singuri, voi, stejari rămâneți / De visați la ochii vineți, / Ce luciră pentru mine / Vara-ntreagă. // Ce frumos era în crânguri, / Când cu ea m-am prins tovarăș ! / O poveste încântată / Care azi e-ntunecată... / De-unde ești revino iarăși, / Să fim singuri !» Este varianta definitivă, din 1 octombrie 1879, ivită după aproape un an de la „trăirea“ ei „dintâi“ în cadrul edenic din Câmpul Cerbului. Căci nu este text eminescian de sub pecetea tematică a Naturii și Erosului, unde să nu se încerce re-editarea perechii primordiale din raiul de dinaintea căderii în păcat, prin cuplul „protagonist“, El („poetul“) – Ea („iubita“).
Se pare că Elena Duțescu (Stoiculescu, după căsătoria cu un arendaș din Bulbuceni-Gorj) a fost în posesia „primei variante cu dedicație“ a poemului Freamăt de codru, poate varianta despre care Perpessicius spune că are «trei strofe mai mult decât textul definitiv», «înfățișând codrul ca martor tăinuitor al dragostei poetului», cât și în posesia unei fotografii care, dacă nu este cea publicată de revista Ramuri, în jurul căreia s-au iscat atâtea controverse, își mai așteaptă încă descoperitorul; ar putea fi vorba de una din fotografiile despre care T. Maiorescu amintește într-o scrisoare din 26 februarie 1878, adresată lui I. Negruzzi: «Portretele lui Rosetti și Mandrea le tot esecut și nu mai izbutesc. Cu Eminescu am să mă duc eu mâine la fotograf, mai înainte însă la bărbier să se radă. La Bohème roumaine...» (TCS, I, 11).
În scrisoarea din 13 iulie 1878, adresată lui Ronetti Roman și lui Caragiale, poetul îi informează asupra bolii ce-i pricinuia șederea la Florești: «... veți ști că tot mă ustură piciorul și vă duc dorul și vă trimit ciorilor în crucea hotarelor pentru că nu-mi scriți» (LÎns, 12).
Poetul intenționa să colinde Oltenia, dar îl împiedicau chestiuni de ordin pecuniar, după cum aflăm dintr-altă scrisoare: «D. Mandrea, venind la Craiova, mi-a spus împrejurarea fericită pentru mine, iar pentru dv. cam supărătoare, că sunteți deja păstrătorul celor o mie de lei noi, a căror destinație pare în parte cel puțin de a vizita țara Oltului» (TS, III, 280).
La Florești, Mihai Eminescu s-a simțit ca și însănătoșit, cu poftă de lucru intens; a tradus din limba germană „tomul I“ de Fragmente din Istoria Românilor de Eudoxiu Hurmuzaki, lucrare ce i-a fost încredințată de Academia Română, în urma insistențelor lui Theodor Rosetti; Eminescu nu a semnat traducerea volumului I al Fragmentelor..., care a ieșit de sub tipar prin ianuarie 1879; paternitatea eminesciană a traducerii a fost stabilită de Ion Crețu, în 1961, iar «autenticitatea formelor de limbă folosite» (COtr, 605), ne dă certitudinea că poetul a supravegheat nemijlocit tipărirea „tomului I“, celelalte două fiind traduse mai târziu (în 1900) de Ioan Slavici.
Fiind secretarul comisiei pentru traducerea «documentelor Hurmuzaki», Ioan Slavici l-a vizitat pe Eminescu la Florești, prilej cu care notează în Amintiri: «... l-am găsit acolo sănătos tun și în voie bună. Era numai el la conacul moșiei, singur, adecă în foarte bună societate. În timpul pe care l-am petrecut la Florești, boarfele lui se aflau la T. Maiorescu, care rezervase pentru dânsul un iatac luminos, în care toate erau puse în cea mai bună rânduială» (SAm, 116).
În traducerea Fragmentelor..., întâlnim sintagme cu forță expresivă, sinestezică, unele comune subdialecelor / graiurilor oltean și bucovinean, altele specifice floreștenilor / oltenilor, introduse pentru capacitatea lor dinamizatoare de «scene istorice», pentru relief «revitalizator»: o croiră la fugă de mâncau pământul (HF, I, 35), claie peste grămadă aruncă oștirea lor (ibid, 102), apucară la goană după Cumani cu dârlogii slobozi (ibid, 73), dar sfatul cuminte era de-a surda (ibid., 285), Musa dete dos să scape (ibid., 292) etc. 
În paralel cu traducerea Fragmentelor..., la Florești, Mihai Eminescu a elaborat prima variantă a amplului poem, Scrisoarea III, cu ambele planuri, în antiteză romantic-justițiară, cu arhicunoscuta succesiune a tablourilor (I : a. „idila oniro-cosmică dintre Sultan și Lună“ și „falnicul“ arbore, axis-mundi, crescând din inima Sultanului, simbol al expansiunii imperial-otomanice la Dunăre; b. trezirea Sultanului, tâlmăcindu-și simbolurile din visul „trimis de profet“; c. „vultureasca“ expansiune a Imperiului Otoman la Dunăre; d. trecerea armiei lui Baiazid peste Dunăre și înaintarea-i „în mlaștinile de la Rovine“; e. întâlnirea dintre Mircea cel Mare și Baiazid; f. scena confruntării armiilor la Rovine și biruința Valahilor / Dacoromânilor în fața puhoiului otoman; g. odihna oștirii valahe sub clar de lună, în vreme ce războinicul fiu al lui Mircea cel Bătrân scrie „pe genunchi“ o carte Doamnei iubite; II : h. „campania“ eroului liric dusă cu „armele“ satirei / pamfletului împotriva împotriva „saltimbancilor și irozilor“ din contemporaneitate, împotriva epigonilor: „glorii“ stradale, ori de cafenea, „canalii de uliți“, „panglicari în ale țării“ și vânzători de Patrie, împotriva „vulpilor evlavioase din Sfatul țării“, a „fonfilor“, „flecarilor“, „găgăuților și gușaților, bâlbâiți cu gura strâmbă“ ca „stăpâni ai nației“, stricători de limbă, de obiceiuri etc., încheind prin invocarea înaltului spirit justițiar carpato-dunărean, întruchipat de Vlad Țepeș), aflată între manuscrisele poetului de la Academica Bibliotecă Română din București, sub indicativul A-2276 (pp. 103 – 107).
Deosebit de interesante sunt transpunerile ca modalitate de a turna în formă nouă «limba veche și-nțeleaptă»,făcute în vreme ce «...cetia pe Hammer, pentru a se documenta asupra înaintării turcilor în Europa» (COp, III, 225), adică Geschichte des Osmanischen Reiches, după cum ne înștiințează G. Călinescu, fără a fi cunoscut la acea dată paternitatea eminesciană a traducerii Fragmentelor...; Eminescu ajunsese la Hammer prin intermediul lui Hurmuzaki.
Elementele lexicale particulare întâlnite atât în traducerea Fragmentelor... cât și în Scrisoarea III, datorită elaborării sincrone, ilustrează și teritoriul transpunerilor:
a) «...îndrăznețul Sultan, simțindu-se mare în puterea sa, se fălea că de pe pristolul bisericii Sf. Petru din Roma își va pune sirepul să mănânce ovăz» (HF, I, 270); 
Am jurat ca peste dânșii să trec falnic, fără păs,
Din pristolul de la Roma să dau calului ovăs...
b) «...căci începuseră a roi numeroase cete ce călăreți româno-cumani împrejurul mândrei rezidențe a împăraților...» (HF, I, 81); «...o campanie de răzbunare pustiitoare și asemenea revărsării de nouri asupra craiului sârbesc Ștefan...» (ibid., 288); «ei revărsară o ploaie de săgeți asupra năvălitorilor, le omorâră caii...» (ibid., 137); «...o adevărată ploaie de pietre se revarsă asupra năvălitorilor...» (ibid., 116);
Călăreții împlu câmpul și roiesc după un semn
și în caii lor sălbatici bat cu scările de lemn
(...........................................)
și ca nouri de aramă și ca ropotul de grindeni,
Orizonu-ntunecându-l, vin săgeți de pretutindeni,
Vâjâind ca vijelia și ca plesnetul de ploaie...;
c) și mai aproape de sursă, din Hammer: «Il voyait ensuite surgir de ses reins un arbre qui, toujours croissant et devenant plus vert et plus beau, couvrait de l’ombre de ses rameaux les terres et les mers jusqu’à l’extremité de l’orizon des trois parties du monde. Au-dessous de cet arbre s’élevaient le Caucas, l’Atlas, le Taurus et l’Hémus, qui semblaient être les quatre colonnes de cet immense tente de feuillage. Des racines de l’arbre sortient le Tigre, l’Euphrate, le Nil et le Danube, couverts des vaisseaux comme la mer» (HamH, 66);
Iar din inima lui simte un copac cum că răsare,
Care crește într-o clipă ca în veacuri, mereu crește,
Cu-a lui ramuri peste lume, peste mare se lățește;
Umbra lui cea uriașă orizonul îl cuprinde
și sub dânsul universul într-o umbră se întinde,
Iar în patru părți a lumii vede șiruri munții mari,
Atlasul, Caucazul, Taurul și Balcanii seculari;
Vede Eufratul, Tigris, Nilul, Dunărea bătrână –
Umbra arborelui falnic peste toate e stăpână!
Ori ca în varianta A-2276: 
Înrădăcinat în pieptu-i tot mai mare și mai mare
A lui ramuri lungi întinde peste țări și peste mare...
Tot în perioada petrecută la Florești-Filiași / Oltenia, sunt concepute și poeziile: Iambul (un sonet, „ars poetica“, elogiu iambului, măsurii în plinătatea de fagure de-albine, toamna: «De mult mă lupt cătând în vers măsura, / Ce plină e ca toamna mierea-n faguri, / Ca s-o aștern frumos în lungi șiraguri, / Ce fără piedici trec sunând cezura.»), Vre o zgâtie de fată (patru catrene pe tema tipologiei feminine în trecerea / petrecerea vârstelor), Revedere (meditație asupra raportului efemer–peren / etern, unde se pro-jetează codrul ca simbol al veșnicirii, al statorniciei Dacoromânității la Carpați / Dunăre, în ciuda istoriilor vitrege), Fiind băiet păduri cutreieram – despre care notele lui Perpessicius relatează în acest sens: că ar fi compuneri «din 1878, cam de pe vremea când traducea (...) fragmentele lui Hurmuzaki» (EPpos, 647) – etc. 
Numind Câmpul Cerbului momentul biobibliografic floreștean-oltean, observăm că în planul creației eminesciene îi corespunde o etapă superioară, marcată de redescoperirea tematicii Erosului / Naturii cu fața în oglinda vârstelor pure, copilăria și adolescența, de compartimentul transpunerilor ca modalitate de «perspectivare epopeică», de cercetătorul neobosit, permanent, la izvoarele mitosofiei, ale folclorului, ale limbii, înfățișându-se și ca traducător cu înalte virtuți, în cultivarea graiului viu, dinamizator de tablouri istorice, întru subtila ornamentică a textului.

## Bibliografia de sub sigle
COtr = I. Crețu, O traducere a lui Eminescu nevalorificată încă, în Limba română – revistă editată de Academia Română din București –, X, nr. 6, 1961.
COp, III = G. Călinescu, Opera lui Mihai Eminescu, vol. III, București, Fundația pentru Literatră și Artă „Regele Carol II“, 1935.
EPpos, II = M. Eminescu, Poezii postume, vol. II, București, Editura pentru Literatură, 1964.
HamH = J. de Hammer, Histoire de l’Empire Ottoman depuis son origine jusqu’à nos jours, livre II, Paris, MDCCCXXXV (traduit de l’Allemand par J. J. Hellert).
HF = Eudoxiu Hurmuzaki, Fragmente din Istoria Românilor, tomul I, București, Editura Ministerului Cultelor și al Învățăturilor Publice, 1879.
LÎns = Barbu Lăzăreanu, Însemnări istoriografice, în revista Adam, nr. 114 (anul X), 14 ianuarie 1938.
R = Ramuri (Craiova, serie nouă), nr. 10, octombrie 1968.
SAm = I. Slavici, Amintiri, București, Editura pentru Literatură, 1967.
TCS, I = I. E. Torouțiu, Gh. Cardaș, Studii și documente literare, vol. I, București, 1931.
TS, III, IV = I. E. Torouțiu, Studii și documente literare, București – vol. III, 1932 (vol. IV, 1933).